# Municipio de Springcreek
El municipio de Springcreek (en inglés: Springcreek Township) es un municipio ubicado en el condado de Miami en el estado estadounidense de Ohio. En el año 2010 tenía una población de 1948 habitantes y una densidad poblacional de 33,6 personas por km².

## Geografía
El municipio de Springcreek se encuentra ubicado en las coordenadas 40°9′22″N 84°10′55″O / 40.15611, -84.18194. Según la Oficina del Censo de los Estados Unidos, el municipio tiene una superficie total de 57.98 km², de la cual 57,46 km² corresponden a tierra firme y (0,89 %) 0,52 km² es agua.

## Demografía
Según el censo de 2010, había 1948 personas residiendo en el municipio de Springcreek. La densidad de población era de 33,6 hab./km². De los 1948 habitantes, el municipio de Springcreek estaba compuesto por el 96,1 % blancos, el 1,39 % eran afroamericanos, el 0,77 % eran asiáticos, el 0,98 % eran de otras razas y el 0,77 % eran de una mezcla de razas. Del total de la población el 1,75 % eran hispanos o latinos de cualquier raza.